# Indian Appropriations Act (1889)

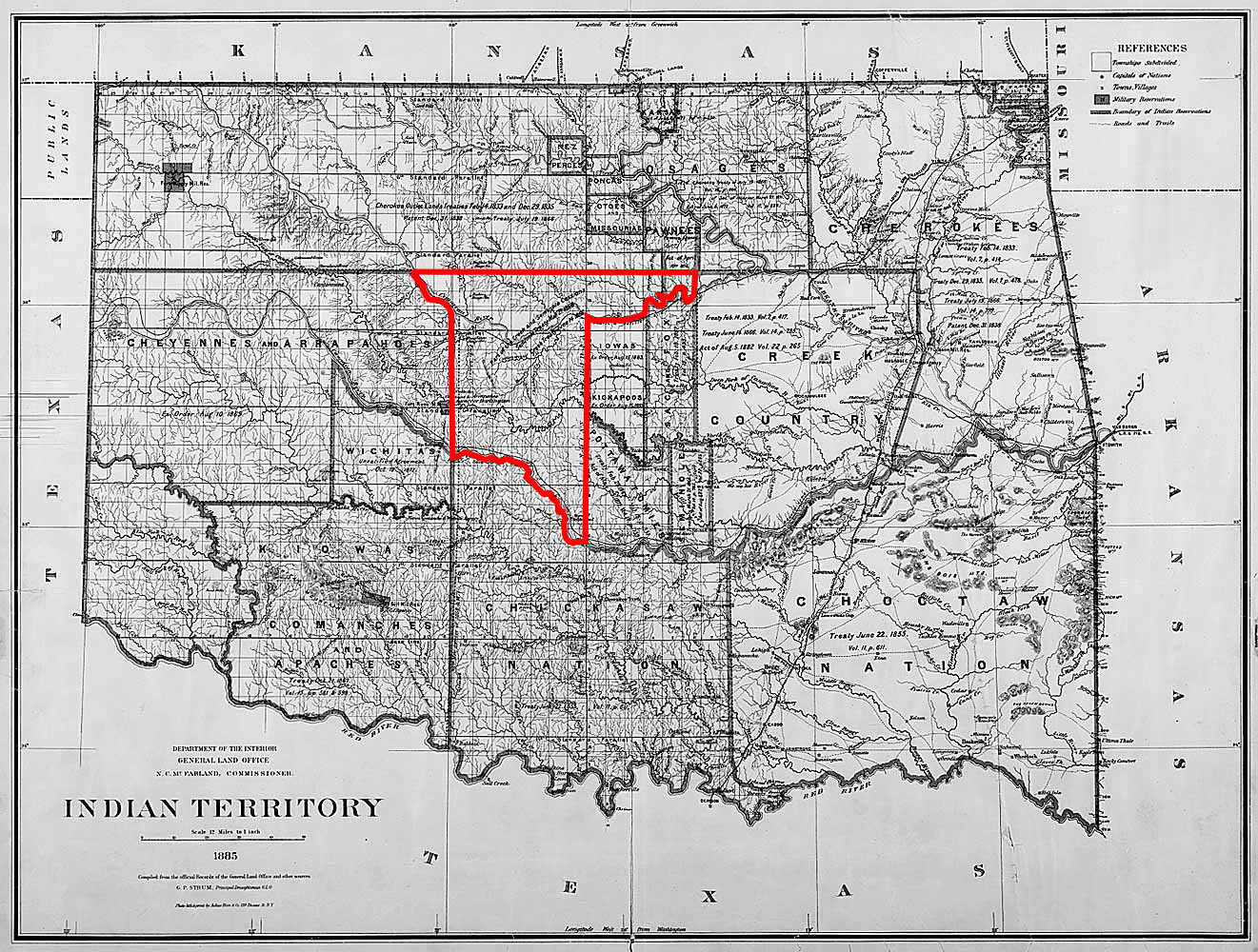
Karte des „Unassigned Land“ im Oklahoma Territory

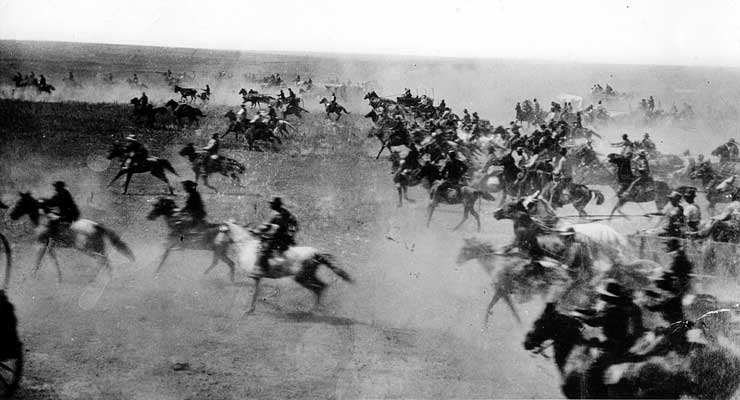
Oklahoma Land Run (zeitgenössische Fotografie, 1889)

Indian Appropriations Act bezeichnet ein US-amerikanisches Gesetz, welches am 2. März 1889 vom Präsidenten der Vereinigten Staaten von Amerika, Grover Cleveland, unterschrieben wurde. Das Gesetz ermöglichte die Besiedlung der Unassigned Lands im heutigen US-Bundesstaat Oklahoma. Das Gesetz regelte, dass das Land im Rahmen des Homestead Act vergeben werden sollte. Die Vergabe wurde durch einen Land Run festgelegt. Siedler, die sich vor dem Starttermin in diesem Gebiet niedergelassen hatten, wurden vom US-Militär vertrieben. Grover Cleveland unterschrieb das Gesetz wenige Tage vor der Amtsübergabe an seinen Nachfolger, Präsident Benjamin Harrison. Dieser sorgte für die Umsetzung. Der Oklahoma Land Run fand am 22. April 1889 statt. Über 50.000 Siedler beteiligten sich an ihm und versuchten, ein Stück Land zu gewinnen.